# Gordon Wiles
Gordon Wiles (10 octobre 1904, Saint-Louis, Missouri - 17 octobre 1950, Los Angeles, Californie) est un réalisateur et directeur artistique américain. Il remporta l'Oscar de la meilleure direction artistique pour la comédie dramatique Transatlantique.

## Filmographie partielle

### Comme directeur artistique
- 1931 : Transatlantique (Transatlantic) de William K. Howard
- 1932 : Me and My Gal de Raoul Walsh
- 1933 : Mystérieux Week-end (Broadway Bad) de Sidney Lanfield
- 1941 : Le Dragon récalcitrant (The Reluctant Dragon) d'Alfred L. Werker et Hamilton Luske
- 1941 : Forced Landing (en)
- 1950 : Le Démon des armes (Deadly is the Female) de Joseph H. Lewis
- 1950 : Corruption (The Underworld Story) de Cy Endfield

### Comme réalisateur
- 1947 : Un gangster pas comme les autres (The Gangster)
- 1941 : Forced Landing (en)
- 1938 :  Prison Train
- 1938 : Mr. Boggs Steps Out (en)
- 1937 : Venus Makes Trouble
- 1937 : Women of Glamour
- 1936 : Lady from Nowhere
- 1936 : Two-Fisted Gentleman
- 1936 : Blackmailer
- 1936 : Le Secret de Charlie Chan (Charlie Chan's Secret)
- 1935 : Rosa de Francia